# Basitropis
Basitropis är ett släkte av skalbaggar. Basitropis ingår i familjen plattnosbaggar.

## Dottertaxa tillBasitropis, i alfabetisk ordning[1]
- Basitropis affinis
- Basitropis angustifron
- Basitropis angustifrons
- Basitropis armata
- Basitropis blanda
- Basitropis brevis
- Basitropis concolor
- Basitropis coquereli
- Basitropis diluta
- Basitropis dispar
- Basitropis dolosa
- Basitropis epipona
- Basitropis euris
- Basitropis hamata
- Basitropis humeralis
- Basitropis illustris
- Basitropis impar
- Basitropis ingrata
- Basitropis lutosa
- Basitropis maculata
- Basitropis modica
- Basitropis mucida
- Basitropis nitidicutis
- Basitropis operta
- Basitropis orientalis
- Basitropis pallida
- Basitropis papuensis
- Basitropis pardalis
- Basitropis peregrina
- Basitropis persimilis
- Basitropis platypus
- Basitropis relicta
- Basitropis rostralis
- Basitropis rotundata
- Basitropis solitaria
- Basitropis suavis
- Basitropis tersa
- Basitropis tessellata
- Basitropis tessellatus
- Basitropis truncalis
- Basitropis tuberidorsis